# КА Унион
Клуб Атлетико Унион, по известен като Унион де Санта Фе (на испански: Club Atlético Unión, Unión de Santa Fe) е аржентински футболен отбор от Санта Фе.

## История
Отборът е основан на 15 април 1907 г. от 14 играчи на разформирования ФК Санта Фе. Пръвоначално отборът играе в местни първенства. През 1932 г. е взето решение към отбора да бъде открит и баскетболен тим. През 50-те години на 20 век Унион се превръща във важна социална и спортна институция в града и през 1955 г. има 25000 члена при 250000 души градско население. За първи път Унион играе в Примера дивисион през 1967 г., като през годините се превръща в един от отборите, които често изпадат и печелят промоция за Примера дивисион. През 1979 г. Унион играе финал за определяне на шампионата на турнира Насионал срещу Ривър Плейт, загубен с общ резултат 1:1 прзаради правилото за гол на чужд терен. Година преди това отборът записва 25 поредни мача без загуба, но завършва на трето място в турнирите Метрополитано и Насионал. През 2004 г. Унион е във финансови затруднения и почти изпада в трета дивизия, но успява да спечели баража за оставане. През 2011 г. завършва на второ място в Примера Б Насионал и отново се изкачва в Примера дивисион.
Съперничеството между Унион де Санта Фе и градския съперник Колон е толкова ожесточено, че четири дербита са прекратявани заради изстъпления на феновете.

## Успехи
- Примера дивисион
  - Вицешампион (1): 1979
- Примера Б Насионал
  - Шампион (1): 1966
  - Вицешампион (3): 1989, 1996, 2011

## Рекорди
- Най-много мачове в Примера дивисион: Пабло де лас Мерседес Карденас (362)
- Най-много голове: Фернандо Али (89)
- Най-голяма победа
  - в Примера дивисион: 7:1 срещу Расинг Клуб (1975)
  - във втора дивизия: 4:1 срещу Акасусо (1943) и Талерес (1953)
- Най-голяма загуба
  - в Примера дивисион: 0:6 срещу Расинг Клуб

## Известни играчи
- Алберто Акоста
- Антъни де Авиля
- Валдир Саенс
- Даниел Килер
- Даниел Нориего
- Клаудио Борхи
- Леополдо Луке
- Марио Санабрия
- Нери Пумпидо
- Ний Ламптей
- Пабло Кавалеро
- Рикардо Алтамирано
- Рикардо Джусти
- Роберто Телч
- Роберто Хуан Мартинес
- Рубен Суние
- Уго Гати
- Фернандо Али
- Франко Наваро
- Хуан Хосе Хайо
- Хулио Сесар Торесани